# Solarkraftwerk IRT
Das Solarkraftwerk Industriepark Region Trier (kurz: Solarkraftwerk IRT, auch Solarkraftwerk Föhren genannt) ist ein Photovoltaik-Kraftwerk, das 2008 auf einer Ausgleichsfläche für den Industriepark Region Trier bei Föhren errichtet und noch im Dezember desselben Jahres an das öffentliche Stromnetz angeschlossen wurde. Es wurde von Conergy erbaut, wird von den Stadtwerken Trier betrieben und hat eine Nennleistung von 8,4 MWp, die eine Stromversorgung von etwa 2.400 Haushalten ermöglicht. Der offiziell am 8. Mai 2009 eingeweihte Solarpark besteht aus 112.959 Dünnschicht-Solarmodulen, die an fünf Wechselrichterstationen angeschlossen sind. Insgesamt erstreckt er sich über eine Fläche von ungefähr 25 Hektar.
Am südlichen Rand des Geländes liegt der Heidekopf (Föhren).